# 蒙得恩祖坟墓碑
蒙得恩祖坟墓碑:43位于中国广西壮族自治区贵港市平南县大鹏镇，分别是太平天国赞王蒙得恩五世祖父蒙道先、五世祖母韦氏的墓碑:43。
1975年冬，广西民族学院政治系太平天国调查组师生和广西平南县文化馆人员在太平天国历史文物调查访问中发现:43，后以太平天国赞王蒙得恩教化岭五世祖父墓碑、太平天国赞王蒙得恩更垌五世祖母墓碑之名列为平南县文物保护单位。

## 太平天国赞王蒙得恩教化岭五世祖父墓碑
1975年发现时，蒙道先墓位于平南县大朋公社大山大队教化村后约150米远的泥山山坡上:45。2024年时，其地称大鹏镇大山村教化岭。蒙道先墓发现时，距册下花王水的水面约50至60米，为一处耕地中的独立墓葬。坐北朝南。蒙道先墓碑由石灰岩片制成，高75厘米、宽50厘米，镶嵌在墓四周用青砖砌成的后墙上。标注立碑时间为道光五年（1825年）:43。
碑文刻有墓主，以及文、朝、廷、扬、上、时五辈子孙，共六代六十七人的名字。碑文中墓主姓氏缺失，研究者推测为“似是后人有意凿去”，根据韦氏墓碑上相同或相近的子孙名字，确定墓主为蒙道先:43，碑文如下:46:93：
修葬于甲申 年乙亥月丙子日己丑时
男文芳、〇、〇，孙朝典、爵、纲、朝燕、〇、纪、任，曾孙廷明、光、亮、国学生廷忠、选、琏、相、廷才、祥、俊、瑞、廷举、拾、择、技、元

皇清待赠显考讳道先字履中号常吉〇公之坟墓

元孙对、善、试、邦、言扬，荐、品、声、显、宣、杰扬、德、勋、智、喆、彦、敏扬，来孙上聘、彰、国、钦、升、仁、弼、诏、上隆、煜、耀、眷、友、锡、荣、珍，云孙时济、泰、匡、光、领、率、熙、熹、翊，仝记

道光五年〇次〇酉二月十六日子时立碑

## 太平天国赞王蒙得恩更垌五世祖母墓碑
乾隆十七年（1752年），韦氏安葬于戌山辰向，嘉庆元年（1796年），重修韦氏墓葬:43。1975年发现蒙母韦氏墓碑时，位于平南县大朋公社花王水劲洞村:43，其墓状态不详。2024年时，其地属大鹏镇花王村，管理人为蒙氏族人。
碑文刻有墓主韦氏，以及文、朝、廷、扬四辈子孙的名字:43。碑文如下:46:93：
前葬于
乾隆壬申年戊申月甲子日甲子时
戌山辰向

皇清待赠显妣蒙母韦氏老大孺人之坟墓

男文芳、护、昌，孙朝燕、〇、典、爵、纲、纪、任，曾孙廷举、术、祥、相、连、亮、招、光、明、选、元、忠、进、瑞、遂、〇，元孙展、显、美、善、秀、导、报、央、榆、言、试扬

嘉庆元年仲秋月乙巳日乙酉时谷旦立

重修于

## 备注
1. 1 2  墓碑原文无法辨认，为“厂”部，可能是“威”或“戚”字。
2. ↑  引用墓碑为手写字体[1]:46，引用墓碑为印刷字体[4]:93，均为“韦氏老大孺人”。
3. ↑  墓碑原文无法辨认，为“⻎”部。